# 托内勒
托内勒（法語：Thonnelle，法語發音：[tɔnɛl]）是法国默兹省的一个市镇，属于凡尔登区。

## 地理
托内勒（49°33'8"N, 5°21'46"E）面积6.09 平方千米，位于法国大東部大區默兹省，该省份为法国西北部内陆省份，北与比利时接壤，西接马恩省和阿登省，南至上马恩省和孚日省，东临默尔特-摩泽尔省。
与托内勒接壤的市镇（或旧市镇、城区）包括：阿维奥特、布勒、绍旺西堡、蒙梅迪、托讷勒蒂勒、托讷莱普雷。

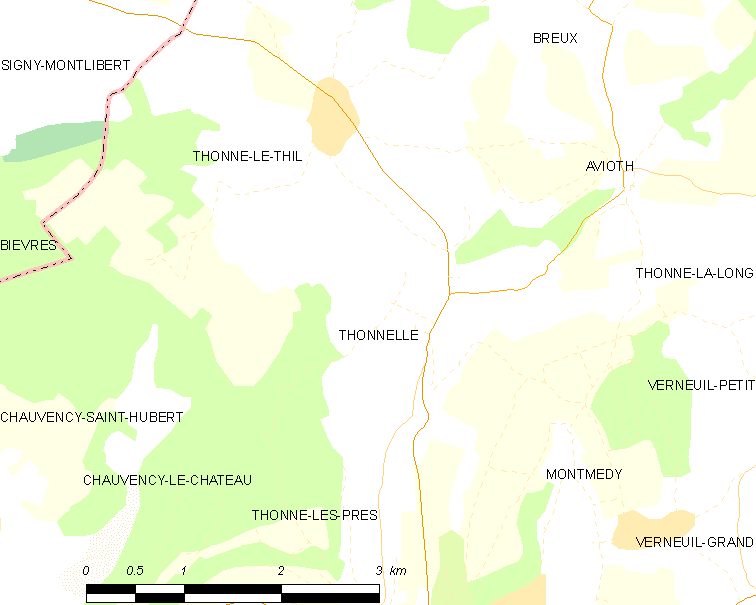
托内勒的OSM定位图

托内勒的时区为UTC+01:00、UTC+02:00（夏令时）。

## 行政
托内勒的邮政编码为55600，INSEE市镇编码为55511。

## 政治
托内勒所属的省级选区为蒙梅迪县。

## 人口

1962-2008年间托内勒人口变化图示

托内勒于2022年1月1日时的人口数量为115人。